# 353 Ruperto-Carola
353 Ruperto-Carola је астероид главног астероидног појаса чија средња удаљеност од Сунца износи 2,737 астрономских јединица (АЈ).
Апсолутна магнитуда астероида је 11,0 а геометријски албедо 0,426.